# José de Mesquita
José Barnabé de Mesquita (* 10. März 1892 in Cuiabá, Mato Grosso; † 22. Juni 1961 ebenda), allgemein bekannt als José de Mesquita, war ein brasilianischer Dichter der Gruppe Parnassiens, Romantiker und Geschichtsschriftsteller, Historiograph, Journalist, Essayist, Genealoge und Jurist. Er absolvierte die Juristische Fakultät der Universität von São Paulo 1913.

## Biografie
José de Mesquita war Richter am Gerichtshof des Staates Mato Grosso und dessen Präsident für elf aufeinander folgende Jahre (1929–1940). Er war unter den Gründern des Historischen Instituts (1919) und der brasilianischen Academia Mato-Grossense de Letras im Jahr 1921. Er der Präsident der Akademie von ihrer Gründung bis zu seinem Tod im Jahre 1961. Sein Buch Espelho de Almas („Spiegel der Seele“), Erzählungen, wurde von der Academia Brasileira de Letras in Rio de Janeiro im Jahr 1932 ausgezeichnet. Seit 1939 war er korrespondierendes Mitglied des Instituto Histórico e Geográfico (IHGB) mit Sitz in Rio de Janeiro. Er ist Namenspatron des Stuhles Nr. 7 der Academia Sul-Mato-Grossense de Letras.
| Personendaten    | Personendaten |
| ---------------- | --- |
| NAME             | Mesquita, José de |
| ALTERNATIVNAMEN  | Mesquita, José Barnabé de                                                                                                   |
| KURZBESCHREIBUNG | brasilianischer Dichter, Romantiker und Geschichtsschriftsteller, Historiograph, Journalist, Essayist, Genealoge und Jurist |
| GEBURTSDATUM     | 10. März 1892 |
| GEBURTSORT       | Cuiabá, Mato Grosso |
| STERBEDATUM      | 22. Juni 1961 |
| STERBEORT        | Cuiabá |